# NGC 6399
NGC 6399 ist eine 13,8 mag helle linsenförmige Galaxie vom Hubble-Typ S0-a im Sternbild Drache und etwa 491 Millionen Lichtjahre von der Milchstraße entfernt.
Sie wurde am 7. Juli 1885 von Lewis A. Swift entdeckt.